# CE Principat
Fustes C.E. Principat – klub piłkarski z Andory z siedzibą w Andorra la Vella.
Klub trzykrotnie zdobył tytuł mistrza kraju (w sezonach: 1996/97, 1997/98 i 1998/99) oraz sześciokrotnie Puchar Andory (w sezonach 1993/94, 1994/95, 1995/96, 1996/97, 1997/98 i 1998/99).

## Europejskie puchary
Legenda do wszystkich tabel:
- Q – runda eliminacyjna, 1/16, 1/8, 1/4, 1/2 – odpowiednia faza rozgrywek, Grupa – runda grupowa, 1r gr – pierwsza runda grupowa, 2r gr – druga runda grupowa, F – finał, R – runda, PO – play-off
- k. – rzuty karne, los. – losowanie, Dogr. – dogrywka, w. – zasada bramek strzelonych na wyjeździe

| Sezon     | Rozgrywki   | Runda | Klub            | Dom  | Wyjazd | Ogólnie |
| --------- | ----------- | ----- | --------------- | ---- | ------ | ------- |
| 1997/98   | Puchar UEFA | 1Q    | Dundee United   | 0–8  | 0–9    | 0–17    |
| 1998/99   | Puchar UEFA | 1Q    | Ferencvárosi TC | 1–8  | 0–6    | 1–14    |
| 1999/2000 | Puchar UEFA | Q     | Viking FK       | 0–11 | 0–7    | 0–18    |